# Krzysztof Brun i Syn
Krzysztof Brun i Syn – warszawska spółka akcyjna handlu towarami żelaznymi, istniejąca od 1852 do 1939 roku.

## Zarys historii i działalności
Założycielem firmy był warszawski kupiec Krzysztof Fryderyk Brun i do końca jej istnienia głównymi udziałowcami byli jego potomkowie. Ostatnim głównym właścicielem był prawnuk Krzysztofa, Henryk Stanisław Brun (1888–1940), rozstrzelany w Palmirach przez gestapowców za odmowę zorganizowania wśród ewangelików warszawskich zbiórki pieniędzy na wybudowanie Domu SS. Ojciec Henryka Stanisław Gustaw Wilhelm (zm. 1925) rozbudował odziedziczoną po dziadku Krzysztofie firmę w mały koncern, który w roku 1939 obejmował trzy przedsiębiorstwa:
- "Krzysztof Brun i Syn Sp. Akc. handlu towarami żelaznymi" - sieć sklepów z artykułami żelaznymi. Główna siedziba firmy mieściła się na ul. Bielańskiej 2 róg Placu Teatralnego, oprócz tego spółka posiadała następujące filie (sklepy): Bielańska 2, Marszałkowska 124, Marszałkowska 68, Nowy Świat 41, oraz na Pradze sklep przy ul. Targowej 64 i składy na Białostockiej 22.
- "Block-Brun Sp.Akc. Tow. Przemysłowo-Handlowe" z biurami i sklepem przy ulicy Krakowskie Przedmieście 42/44. Firma Block-Brun miała bardzo szeroki asortyment: trudniła się sprzedażą maszyn do pisania marki Remington, powielaczy, kopiarek, drukarek, maszyn do rachowania, maszyn do krajania wędlin produkcji polskiej i zagranicznej oraz wag uchylnych. Oprócz tego spółka Block-Brun posiadała istniejącą do dziś fabrykę dźwigów Otis przy ulicy Białostockiej 22.
- "Pelikan. Sp.Akc. dzierż. Fabr. Wyr. Aluminiowych i Blaszanych Sp.z.o.o." z siedzibą przy ul.Stępińskiej 10-16.